# A. Bertram Chandler

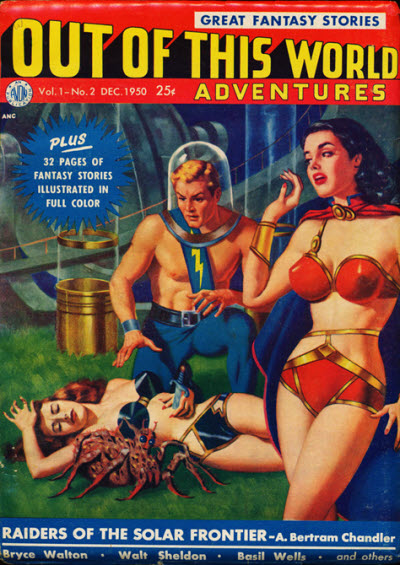
Chandler Raiders of the Solar Frontier című novellája az Out of This World Adventures magazin 1950. decemberi száma címlapján

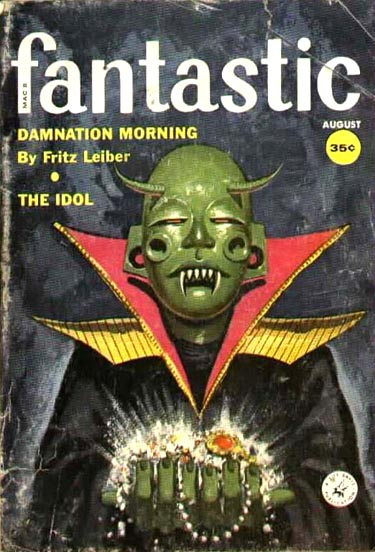
Chandler The Idol című novellája a Fantastic magazin 1959. augusztusi száma címlapján

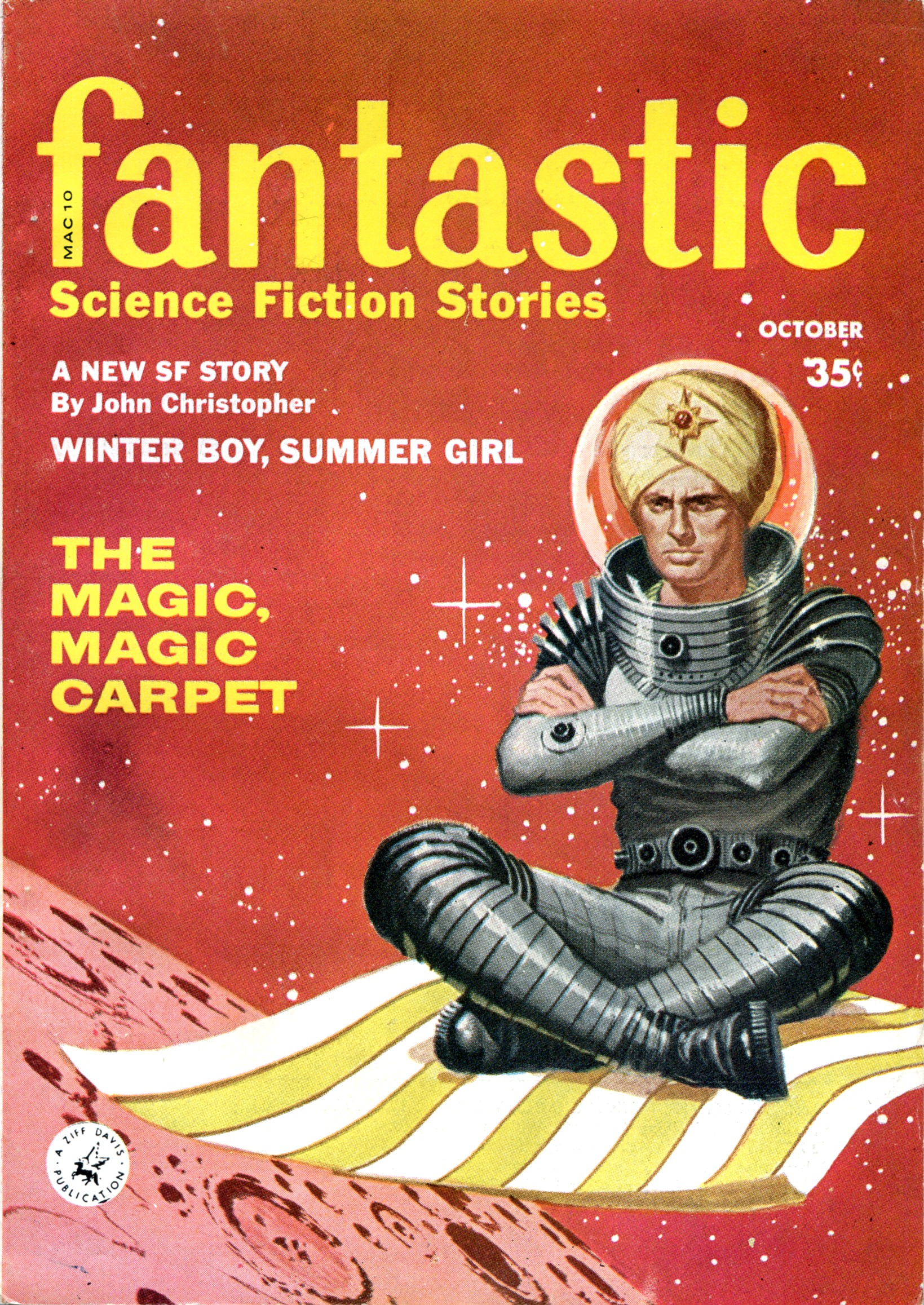
Chandler The Magic, Magic Carpet című novellája a Fantastic magazin 1959. októberi száma címlapján

Arthur Bertram Chandler (Aldershot, Hampshire, 1912. március 28. – Sydney, 1984. június 6.) angol-ausztrál tudományos-fantasztikus szerző.

## Élete
Kereskedelmi hajókon szolgált tisztként, az egész világot bejárta különböző hajókon a kis gőzhajóktól a nagy katonai csapatszállítókig. 1956-ban Ausztráliába emigrált, s felvette az ausztrál állampolgárságot. 1958-ban a Sydney-Hobart hajójárat tisztje lett. Több ausztrál és Új-Zélandi hajót vezetett, ő volt az utolsó parancsnoka a HMAS Melbourne ausztrál repülőgép-hordozónak annak utolsó, Kínába tett útján (a hajót az ausztrál kormány ócskavasnak adta el, s a törvény szerint egy parancsnoknak ezen az utolsó úton is a hajón kellett lennie).
Lánya, Jenny Chandler az angol horror-szerző Ramsey Campbell felesége lett, másik két gyermeke Penelope Anne Chandler és Christoph John Chandler.
Csaknem negyven fantasztikus regényt és kétszáz novellát írt. The Bitter Pill című elbeszélése 1971-ben Ditmar-díjat nyert a novella-kategóriában, e díjat három regényével is elnyerte: False Fatherland (1969); The Bitter Pill (1975) és a The Big Black Mark (1976). Chandler a munkáiban szereplő űrhajók fedélzete mindennapi életét, valamint az űrben tartózkodó legénység tagjai közti kapcsolatokat a tengeri útjain szerzett tapasztalataira támaszkodva írta meg, így műveire más íróknál kevésbé megfigyelhető realizmusérzet jellemző. Ez leginkább a Rim World sorozatra és a John Grimes-regényekre jellemző, ezek mindegyike kifejezetten matrózélet-jellegű. 
A John Grimes-regények címszereplője lelkes tengerész, aki a különböző idegen bolygók "óceánjain" kalandozik. A kötetekben sokszor hivatkoznak egy, a leírásban elavultnak számító mágneses meghajtású űrhajóra, a Gaussjammer-re, amelyre nosztalgikusan emlékeznek vissza – ebben a régi vitorláshajók ismerhetők fel (angol nyelven a vitorlás hajók egy típusa egyik elnevezése a windjammer). Chandler kevésbé ismert The Deep Reaches of Space (1964) című regénye, amely a Rim Worlds sorozat része, egyértelmű önéletrajzi elemeket tartalmaz: főhőse egy sci-fi író, aki a jövőbe utazik, és tengerészeti tapasztalatai segítségével megmenti néhány, egy idegen bolygón rekedt embert.
A John Grimes-sorozathoz meglehetősen kanyargós úton jutott el. A Rim Worlds eredeti főszereplője Derek Calver volt, a kereskedő űrhajós, aki a Galaktikus Központból a Rim-be sodródott (hasonlóan Chandlerhez, aki Angliából került Ausztráliába). Calver sok kalandon ment keresztül, míg feleségül nem vette Jane "Calamity" Arlent. Ezután jelent meg Sonia Verril a The Ship from Outside című történetben, s egy szerelmi háromszög alakul ki. A történetben John Grimes mint mellékszereplő bukkan fel. A munka csúcspontjában Calver és Arlen felszállnak egy idegen űrhajóra, s távoznak a galaxisból. Grimes Verrilhez csatlakozott, s számos regény és novella főszereplőjeként Chandler első számú karaktere lett.
Chandler ausztrál származása egy olyan jövő ábrázolásában mutatkozott meg, amelyben Ausztrália vált a Föld legnagyobb világhatalmává, az ausztrálok vezetik az űrkutatást és az idegen bolygók gyarmatosítását. Drongo Kane, a kalózvezér, aki Chandler számos könyvében gazemberként van ábrázolva, az Austral bolygóról származik, más könyvei megemlítenek egy Australis nevű bolygót a galaxis egy távoli pontján. 
A The Mountain Movers című, korai elbeszélése tartalmazza a jövőbeli ausztrál űrkalandorok dalát, amely a Waltzing Matilda című népszerű ausztrál dal átirata. A dalt éneklő kolonisták végül egy, az ausztrál történelem sötét korszakát idéző cselekedetet hajtanak végre: kiirtják az Olgana bolygó ausztrál őslakosokra emlékeztető humanoid lakóit. Kelly Country című regényében (1984) Chandler egy olyan alternatív történelmi szálat írt le, amelyben a bandita Ned Kellyt nem fogták els nem akasztották fel, hanem egy lázadás élére állt, végül kikiáltotta egy ausztrál köztársaságot, amely idővel örökletes diktatúrává vált.
Chandler számos munkájában foglalkozott a multiverzumokkal is. Ironikus novellájában, a The Cage-ben egy távoli bolygó dzsungelében meztelenül vándorló, hajótörött emberek egy csoportját idegenek fogják el, s egy állatkertben helyezik el, ahol képtelenek megértetni fogvatartóikkal, hogy intelligens lények. Végül egy kis ketrecet csinálnak, s beletesznek egy rágcsálószerű állatot, mire az idegenek elnézést kérnek hibájuk miatt, s visszatelepítik őket a Földre, mondván "csak intelligens lények helyeznek ketrecbe más lényeket".
Chandler munkáiban visszatérő motívum a szexualitás. Az űrhajókon levő nők általában mellékszereplők, utasok, ritkábban tisztek. A főszereplők hajlamosak a kicsapongásokra, bár néha szerelmesek lesznek és tartós házasságot kötnek, például Sonya Verril tisztként szolgált, mielőtt Grimes-szel telepedett le. A kapcsolatokat mindig a férfi szemszögéből látjuk, a női szereplők lehetnek ugyan szimpatikusak, de leírásuk sablonos.

## Magyarul megjelent művei
- Az utolsó vadászat (novella, Galaktika 21., 1976)
- A keserű pirula (novella, Galaktika 43., 1982)
- Az alvó fenevad (novella, Galaktika 50., 1983)
- Az ismerős módszer (novella, Galaktika 199., 2006)
- Az óriásölő (kisregény, Galaktika 327 – 328., 2017)

## Külső hivatkozások
- The Rim Worlds Concordance
- a "gaussjammer" leírása
- Todd Bennett írása Chandler életművéről
- Néhány munkája hangoskönyv-formában

## Fordítás
- Ez a szócikk részben vagy egészben  az   A._Bertram_Chandler című angol Wikipédia-szócikk ezen változatának fordításán alapul.  Az eredeti cikk szerkesztőit annak laptörténete sorolja fel. Ez a jelzés csupán a megfogalmazás eredetét és a szerzői jogokat jelzi, nem szolgál a cikkben szereplő információk forrásmegjelöléseként.